# اودیسهایم
اودیسهایم (به آلمانی: Odisheim) یک شهر در آلمان است که در لاند هادلن (زامتگمایند) واقع شده‌است. اودیسهایم ۵۸۸ نفر جمعیت دارد.